# Eduard Schönenberger

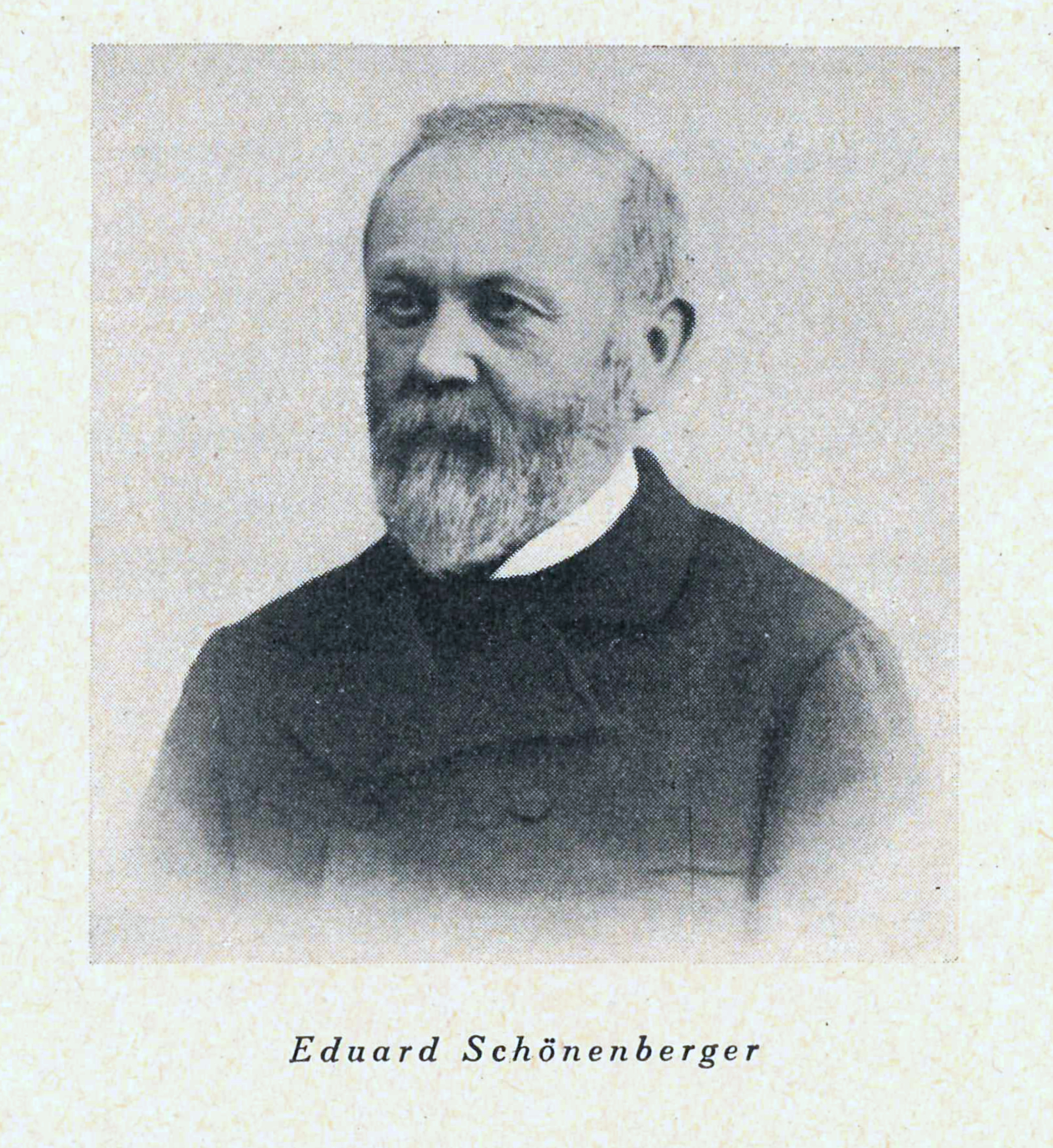

Eduard Schönenberger (* 30. April 1843 in Herrliberg, Kanton Zürich; † 27. Februar 1898 in Zürich) war ein Schweizer Lehrer, Redaktor, Politiker (Zürcher Kantons- und Stadtzürcher Gemeinderat) sowie Autor (ganz überwiegend in Zürcher Mundart).

## Leben und Schaffen

### Leben
Schönenberger wuchs als erstgeborener Sohn (s Burischniderhansjokebeheirisbueb) des Landwirtehepaars Heinrich Schönenberger und Luise, geborener Egli, im hoch über Herrliberg und dem Zürichsee gelegenen Weiler Wetzwil auf, wo er auch die Primarschule besuchte. Nach der Sekundarschule in Meilen arbeitete er ein Jahr lang als Sekretär der Schriftstellerin Eliza Wille in Mariafeld, Meilen. Ab 1858 besuchte er das Lehrerseminar in Küsnacht, wo er von Otto Sutermeister geprägt wurde.
1861 erhielt er eine Stelle als Primarlehrer in Horgen; in die Schulpraxis eingearbeitet wurde er vom Lehrerkollegen und Jugendschriftsteller Johann Jakob Bänninger. 1869 wurde er an die Schule von Unterstrass berufen, damals noch ein Vorort der Stadt Zürich, wo er fast dreissig Jahre lang in der Regel als Lehrer der Unterstufenkinder wirkte. In dieser Zeit bildete er sich als Hörer an der Universität Zürich sowie als fleissiger Besucher des Lesesaals der Museumsgesellschaft Zürich weiter.
Während 15 Jahren leitete er den Männerchor Unterstrass, zudem war er Mitglied des Sängervereins Harmonie. Er verfasste auch mehrfach Texte von musikalischen Kompositionen von Karl Attenhofer und Ignaz Heim.
Schönenberger war in erster, kinderloser Ehe ab 1866 mit Karolina Kieser († 1885), Tochter eines aus Württemberg stammenden Schlossermeisters, und in zweiter Ehe ab 1894 mit Rosalie Schönenberger  († um 1895/6) verheiratet. Mit nur knapp 55 Jahren starb er an einer Lungenentzündung.

### Politisches und schulisches Engagement
Ein erstes politisches Engagement fand im sogenannten «Seminarkrieg» von 1864 statt, in welchem es um Übelstände in den Internatsverhältnissen am Küsnachter Lehrerseminar ging und zu denen Schönenberger in der Wochenzeitung Der Unabhängige Verbesserungsvorschläge veröffentlichte. An der «Demokratischen Bewegung» von 1867 bis 1869, die dazu führte, dass der Kanton Zürich von einer repräsentativen zu einer direkten Demokratie wurde, beteiligte er sich ebenfalls in Wort und Schrift.
Eine initiative Rolle nahm Schönenberger im «Verein jüngerer Lehrer von Zürich und Umgebung zur pädagogisch-methodischen Weiterbildung» ein, der später im «Lehrerverein der Stadt Zürich» aufging. Von 1872 bis 1879 gab er zusammen mit zwei Kollegen den Pädagogischen Beobacher heraus, und mehrere Jahre redigierte er in der Schweizerischen Lehrerzeitung die Übersicht über die Jugendliteratur. Er amtete als Präsident des Schulkapitels Zürich, als Lehrervertreter in der Bezirksschulpflege Zürich und als Vorstandsmitglied und Präsident der kantonalen Schulsynode. Letztgenannte wählte ihn 1889 in den Erziehungsrat, dem er bis zu seinem Lebensende angehörte. Schulpolitisch trat er für das Obligatorium der ersten zwei Sekundarschuljahre und für eine obligatorische Fortbildungsschule ein.
Sein Credo des idealen Erziehers verkündete er in einem 1865 im Schulkapitel Horgen gehaltenen Vortrag:

«Das Leben ist ein Wirrsal von Aeusserungen der entgegengesetztesten Prinzipien. Da liegen in stetem Kampf miteinander der eigennützige, starre Realismus und der gottentstammte, freie Idealismus. Die Menschen sind in der Gewalt dieser beiden Triebfedern. Ein vollkommenes Volk möchte ich aber das allein heissen, in dessen Leben der idealistische Zug den realistischen beherrscht. Alle realistischen Lebensäusserungen sollen geleitet und gezügelt werden von der reinsten, lautersten, idealistischen Kraft. Wir Alle müssen also das Bestreben miteinander teilen, diese beiden Momente im angedeuteten Sinne harmonisch zu verbinden. Das ist die Aufgabe, die den Erziehern eines Volkes zur Lösung obliegt. Sie haben die Pflicht, dem Volke die idealistische Grundlage zu sichern und zu pflegen, auf die allein es seine materielle, reale, bloss für das leibliche Wohlbefinden notwendige Tätigkeit zu bauen hat […] Wie steht es mit der Erfüllung dieser Pflicht bei uns? […] Wir tragen dem eigennützigen Zuge der Zeit manchmal entschieden zu viel Rechnung; wir […] machen [die Menschen] zu gutgeschmierten, regelrechten Maschinen, die nützliche Dienste leisten, viel Arbeit liefern, im Alter von 50 bis 60 Jahren aber ausgebraucht, abgelaufen sind und weggeworfen werden.»

In diesem Sinne, das Idealistische im Menschen wachzuhalten, wirkte er zeitlebens als Lehrer.
Für die Demokratische Partei sass Schönenberger von 1874 bis 1878 im Zürcher Kantonsrat. Nach der ersten Eingemeindung 1893, als Unterstrass zur Stadt Zürich kam, wurde er in das städtische Parlament gewählt, den damaligen Grossen Stadtrat.

### Schriftstellerisches Schaffen

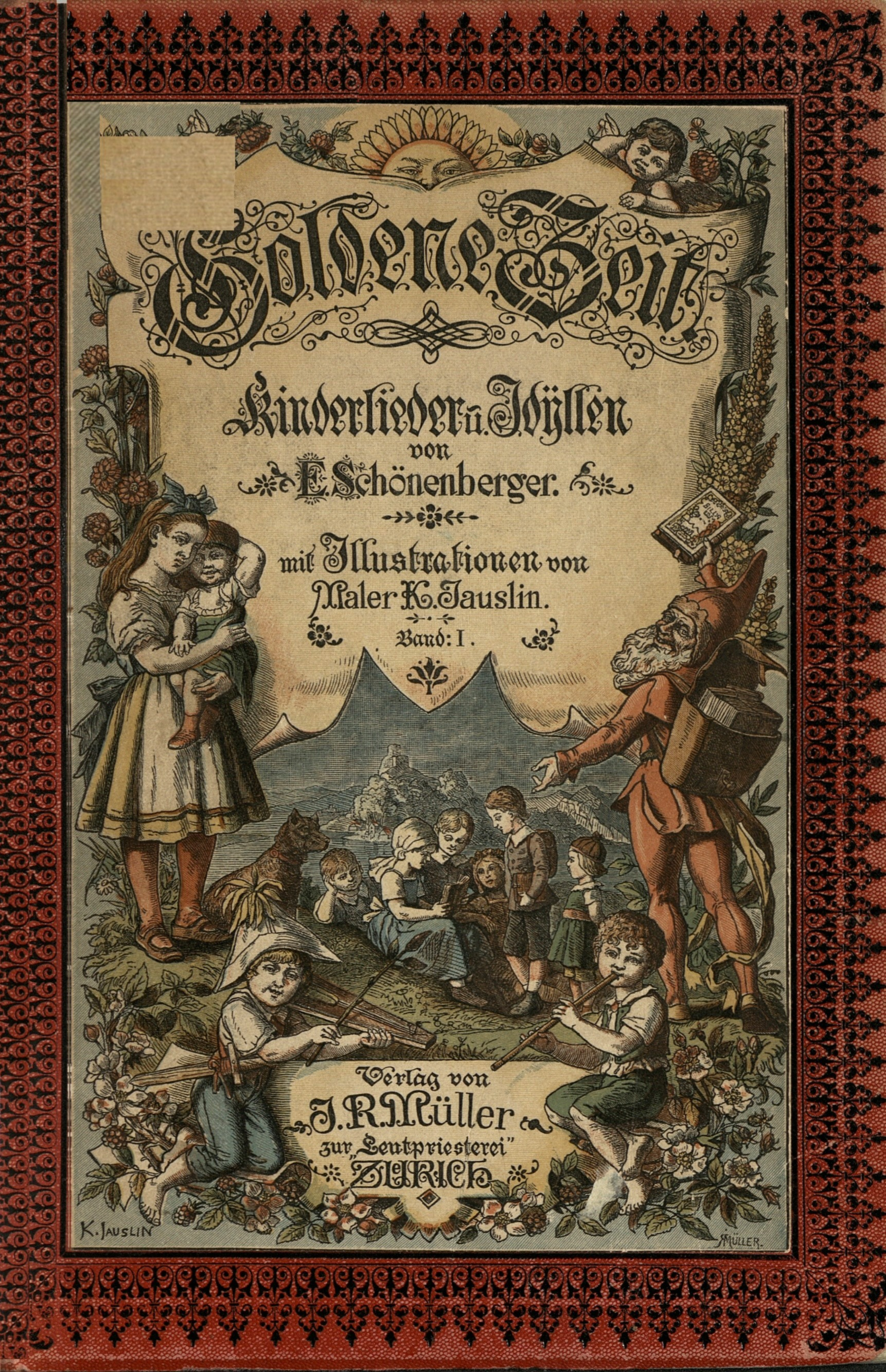
Buchumschlag von 1893

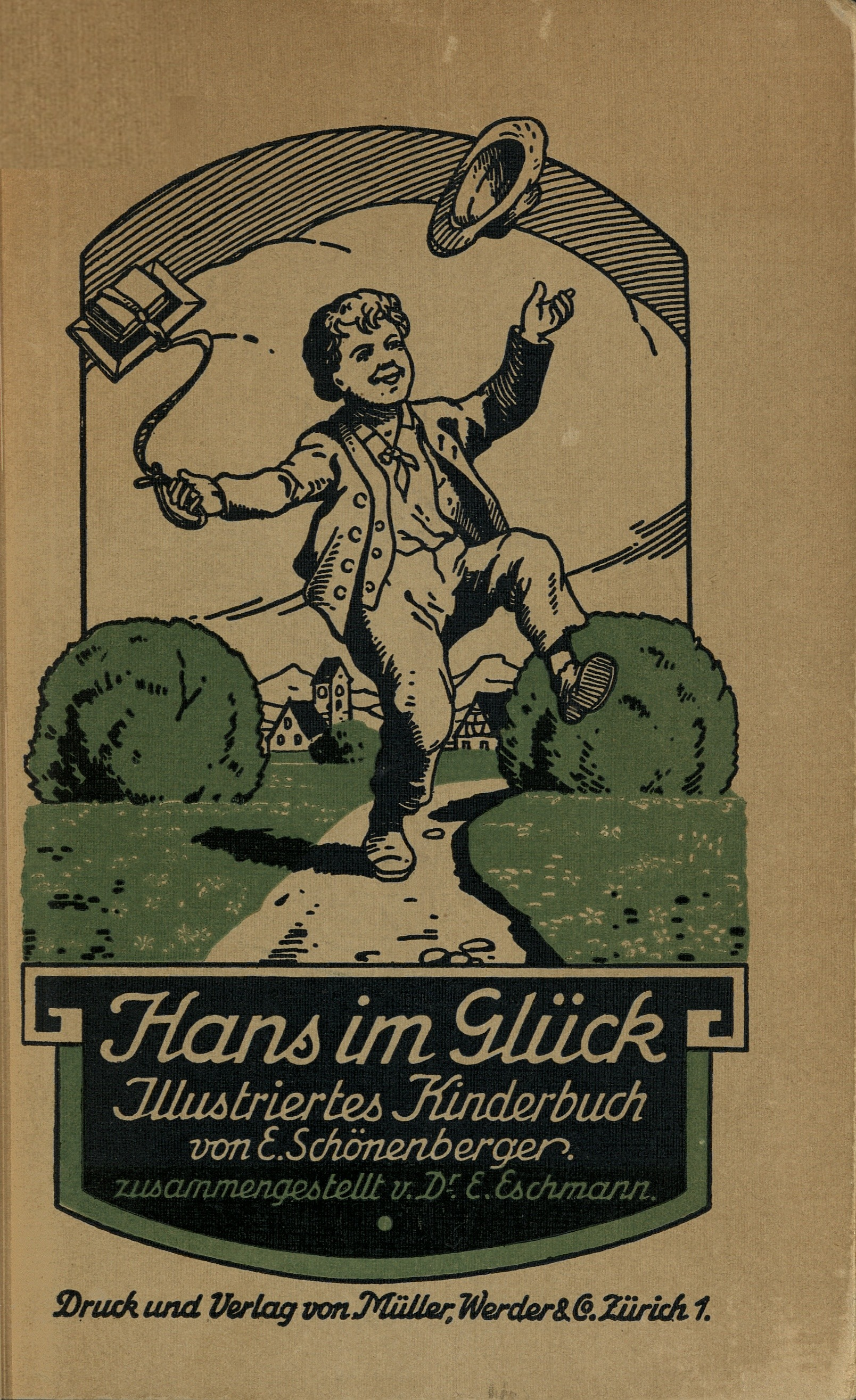
Buchumschlag von 1915

Schönenberger war neben der Schule die Pflege und Förderung der Mundart, «unserer eigentlichen Muttersprache», ein grosses Anliegen. Sein an die Kinder und Jugendlichen gerichtetes schriftstellerisches Schaffen gründete in seinem oben genannten idealistischen Credo:

«Wir bieten den Kindern viel, wir laden ihnen angenehme Bürden auf, über die sie sich später freuen; aber wir denken nicht daran, dass unterdes Manches auch unendlich viel verliert, verliert an Schätzen seiner verborgenen Gemütswelt, die wir zu wenig gekannt, beachtet und gepflegt.»

Eng verbunden war für ihn die Pflege der Mundart:

«Ich habe vorhin angedeutet, dass unsere Schule unwillkürlich viel Originelles in der Natur des Kindes verwische. Daraus folgt unmittelbar, dass sie auch dazu beiträgt, Vieles dem ganzen Volke Eigentümliches, national Besonderes in Sprache und Stil abzuschleifen. Die Haussprache [d. h. die Mundart] ist der klarste und lauterste Ausdruck des Volksbewusstseins, des Volksgefühls. Sie ist allein die wahre Sprache des Herzens. Die Schriftsprache hat eine andere Richtung. Sie ist der künstliche Ausdruck menschlicher Verstandesoperation, – die Sprache der Reflexion. [Man rede zwar mit den Kindern weiterhin im Dialekt, aber] nur dem Scheine nach, weil wir je länger, je mehr ein unlauteres, verdorbenes Hausdeutsch sprechen, ein allzusehr verhochdeutschtes Hausdeutsch! Wir verlieren, nicht dass wir’s wollten, von Jahr zu Jahr mehr von den schlagenden, charakteristischen Ausdrücken, Redensarten und Wendungen, an denen unsre Volkssprache so unendlich reich ist, – und verpflanzen dafür in sie allmählich den künstlerischen Anstrich des Hochdeutschen, der zu ihr passt, wie die Faust auf das Auge. [Deshalb] ist nötig, dass wir uns bemühen, den Geist und die Sprache unseres Volkes recht kennen zu lernen, wir müssen sie aufsuchen in ihren geheimsten Winkeln; wir müssen allem, auch dem Geringscheinenden in Gebräuchen, Glauben und Reden unseres Volkes Aufmerksamkeit schenken. […] Dieses unser Bemühen trägt von selbst vielfache Früchte. Die Sprache eines Volkes ist für den, der sie studiert, eine Fundgrube der reichsten Schätze. [Es] bringt uns vor Allem auch einen genauen Einblick, ein Verständnis unserer Kunstsprache, des Schriftdeutsch.»

Schönenberger redigierte während vieler Jahre die Illustrirten Jugendschriftchen, das sogenannte «Silvesterbüchlein». Dabei handelte es sich um alljährlich in drei für die verschiedenen Altersstufen bestimmten Ausgaben erscheinende Hefte für Kinder (Kindergärtlein für das Alter von 7–10 und 9–12 Jahren, Froh und gut für das Alter von 9–12 Jahren und Kinderfreund für das Alter von 9–12 und 10–13 Jahren). Diese übersandte er auch der Redaktion des Schweizerischen Idiotikons, das er sehr bewunderte und die sein Werk als Quelle für die Mundart der Zürichseedörfer beizog und -zieht. Die in Mundart und Schriftsprache verfassten Idyllen und Kinderszenen wurden 1893 und 1897, ergänzt um weitere Schaffungen sowie mit einer Widmung an «seine[n] verehrten und geliebten Freund Herrn Professor Otto Sutermeister» versehen, in der zweibändigen Publikation Goldene Zeit in Buchform veröffnet. Neuauflagen sowie Neuausgaben unter verschiedenen Titeln (unter anderem herausgegeben von Ernst Eschmann, Rudolf Hägni und Ulrich Gut) erfolgten während fast des ganzen 20. Jahrhunderts (1915, 1927, 1946, 1949, 1962, 1968 und 1976).
Weiter verfasste er den poetischen Teil der Lesebücher für die Ergänzungsschule (eine damals an die Primarschule anschliessende Schulstufe für Kinder, die weder Sekundarschule noch Gymnasium besuchten). Darüber hinaus schrieb er zahlreiche Gelegenheitswerke zu Schul- und Chorfesten.

## Veröffentlichungen
Belletristik
- Goldene Zeit. Kinderlieder und Idyllen. 2 Bände. Müller, Zürich 1893 und 1897.
- Hans im Glück. Kinderszenen, Idyllen, Geschichtlein und Gedichte in Schriftsprache und Mundart. Ausgewählt und eingeleitet von Ernst Eschmann. Müller, Werder und Co., Zürich 1915.
- Goldene Zeit. Gedichte, Idyllen, Geschichten und Szenen in Schriftsprache und Mundart. Ausgewählt von Ernst Eschmann 1927. Müller, Werder und Co., Zürich 1927.
- Goldene Zeit. Kinderlieder, Gespräche und Idyllen. Ausgewählt von Rudolf Hägni. Gut, Zürich 1949.
- D Kafivisite und anderi luschtigi Stückli. Uusglääse vom Ruedolf Hägni. Schweizerisches Jugendschriftenwerk, Zürich 1946. 2. Auflage 1962.
- Werktag und Feierstunden bei Eduard Schönenberger. Gedichte, Lieder und Idyllen aus dem Jahreslauf mit Holzschnitten aus der Originalausgabe von K. Jauslin und Zeitgenossen. Ausgewählt und eingeleitet von Ulrich Gut. Buchdruckerei Stäfa. Stäfa 1968.
- Die Glocken von Herrliberg. [ohne Verlagsangabe,] Herrliberg 1976.

 Sachschriften
- Die Fortbildungskurse der Lehrer (Reflexion). In: Bericht über die Verhandlungen der Zürcherischen Schulsynode von …–1869 (= Beilage IV), S. 36–49.
- (mit anderen:) Lehr- und Lesebuch für die Volksschule. 7. bis 9. Schuljahr (12. bis 15. Altersjahr). Verlag der Erziehungsdirektion, Zürich 1872. 2. Auflage ebd. 1875, 3. Auflage ebd. 1882, 4. Auflage ebd. 1888.

Gelegenheitsschriften (kleine Auswahl)
- Zur Jubelfeier des 50jährigen Bestandes des Limmatthal-Gesangsvereins. Skizzen aus der Vereinsgeschichte. Schiller, Zürich 1878.
- Ignaz Heim (1818–1880). Biographische Skizze. Den Sängern am Zürichsee und im Limmatthal zur Erinnerung an ihren geliebten Direktor gewidmet. Fritschi-Zinggeler, Zürich 1881.
- Der Kinderzug an der Bundesfeier und Schulhausweihe in Unterstraß den 14. September 1891. Schab, Zürich 1891.